# 셍글레아

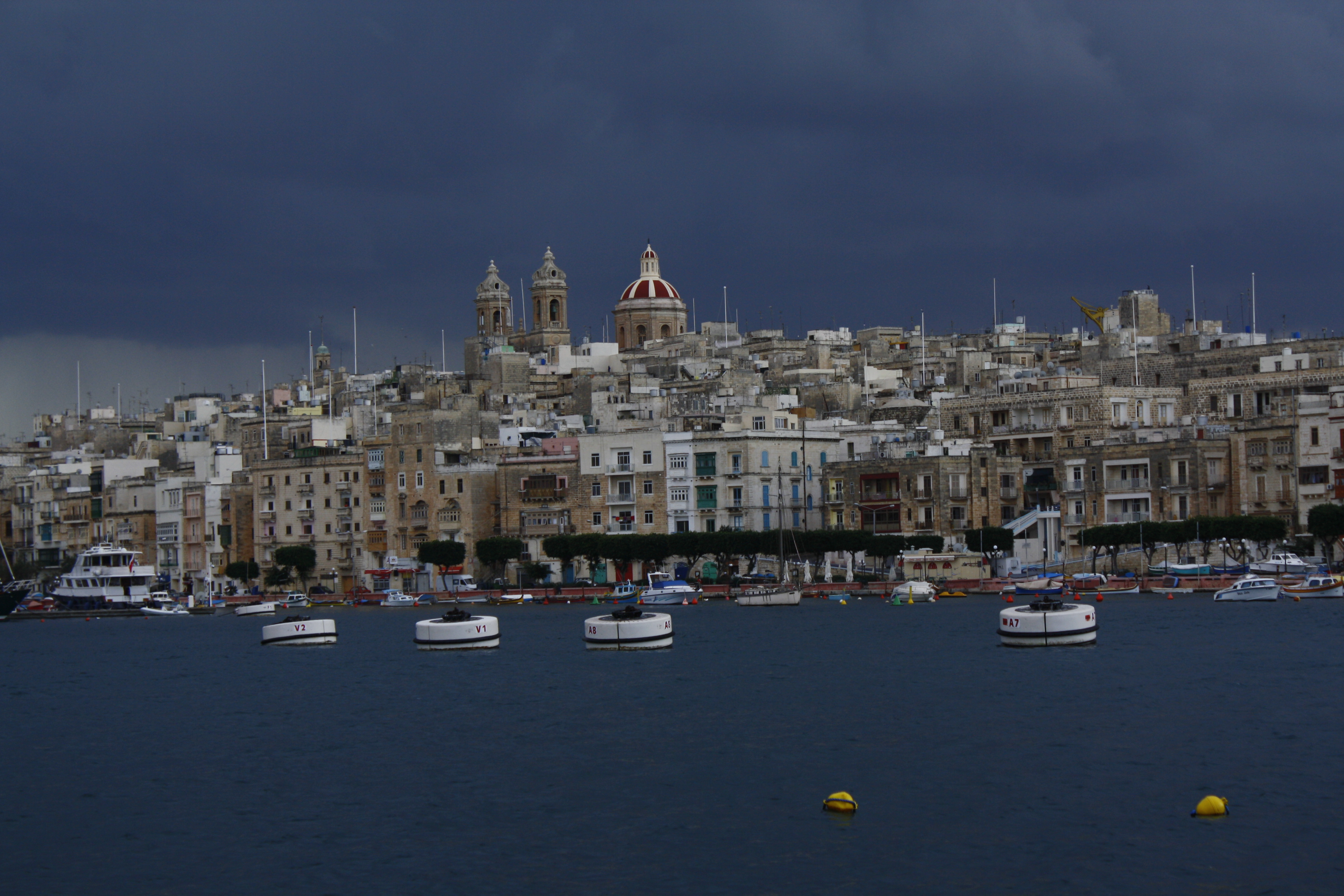
셍글레아 시가지의 모습

셍글레아의 위치

셍글레아(몰타어: Senglea) 또는 이슬라(몰타어: L-Isla)는 몰타 중부에 위치한 도시로 면적은 0.2km2, 인구는 2,964명(2011년 3월 기준), 인구 밀도는 15,000명/km2이다.
1565년 몰타 공방전에서 몰타 기사단이 몰타를 침공한 오스만 제국 군대를 격퇴한 뒤부터 붙여진 키비타스 인빅타(라틴어: Civitas Invicta, "정복될 수 없는 도시"라는 뜻)라는 별칭으로 알려져 있다.

시 문장